# Evan Bourne
Matthew Joseph Korklan (19 de març de 1983 -), més conegut com a Evan Bourne, és un lluitador professional estatunidenc, que treballa a la marca de Raw de l'empresa World Wrestling Entertainment (WWE).